# Evert Taube
Evert Axel Taubeⓘ (ur. 12 marca 1890 w Göteborgu  – zm. 31 stycznia 1976 w Sztokholmie) – szwedzki pisarz, artysta, kompozytor i piosenkarz.